# Діоскореєві
Діоскореєві, діоскорейні (Dioscoreaceae) — родина однодольних рослин, що містить близько 750 видів.

## Опис
Ці види рослин ростуть як багаторічні трав'янисті рослини або деревні ліани, рідше чагарники; в основному дводомні, але є також однодомні види. Вони, як правило, утворюють кореневища або бульби як органів зберігання. Листя, як правило, розташовані навпроти один одного і по спіралі. На багатьох великих листів часто присутні позаквіткові нектарники. Листові пластинки прості або складні. Квіти знаходяться в по-різному побудованих суцвіттях. Більшість одностатеві. Квіти мають шість пелюсток. Фрукти різні, як правило, капсули, рідко м'ясисті ягоди або крилатки.

## Поширення та середовище існування
Види, в основному, знаходяться в теплому сезонно сухому тропічному кліматі. Кілька видів Dioscorea також поширені в помірних і альпійських регіонах. У Центральній Європі живе тільки один вид, Tamus communis. Мешкає в тіні лісу, відкритій вторинній рослинності, на узбережжях і в скелястих посушливих або гірських районах.

## Використання людиною
Деякі види це харчові рослини і деякі види лікарські. Деякі рослини можуть слугувати вихідним матеріалом для виробництва деяких напівсинтетичних гормонів.

## Галерея

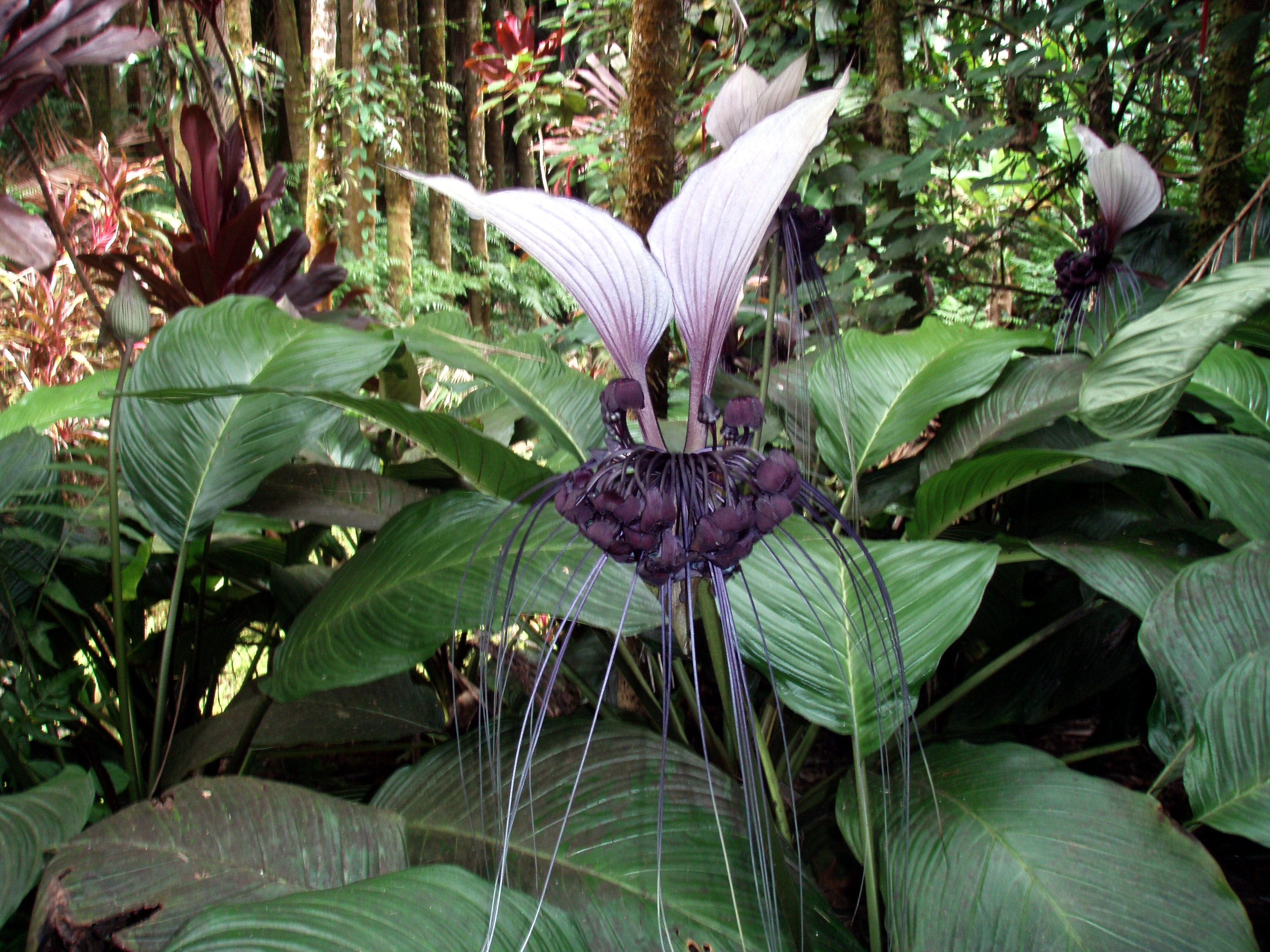
Tacca integrifolia
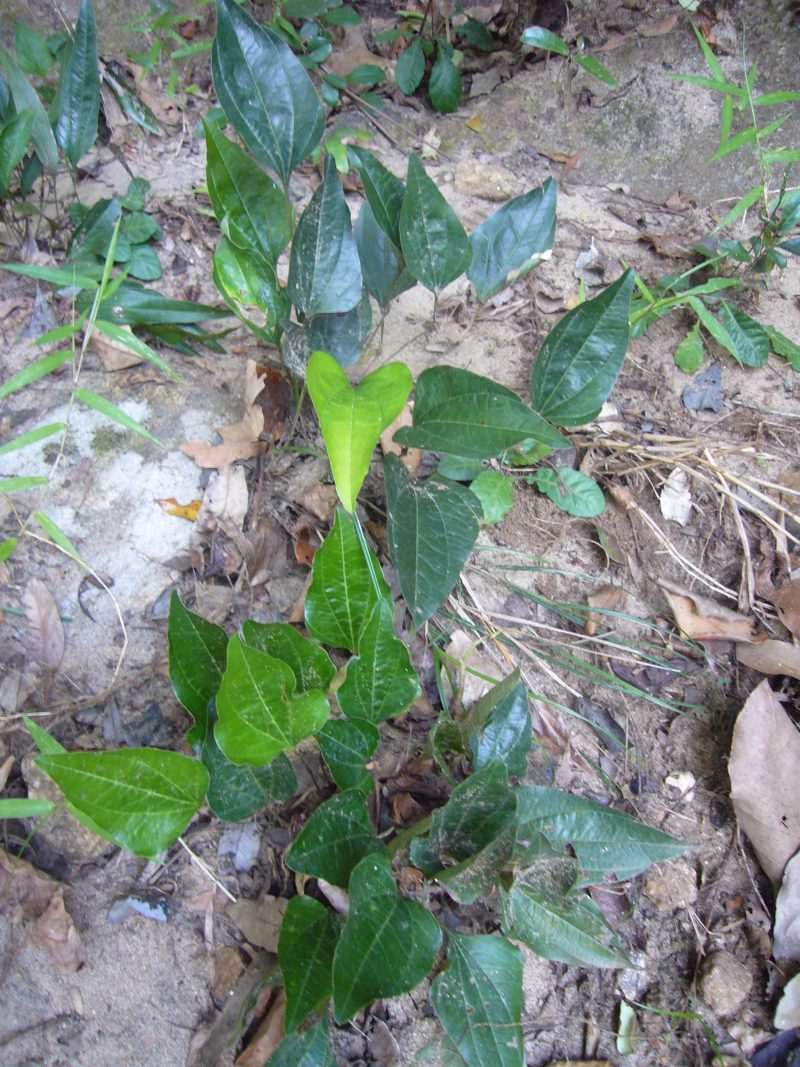
Trichopus zeylanicus
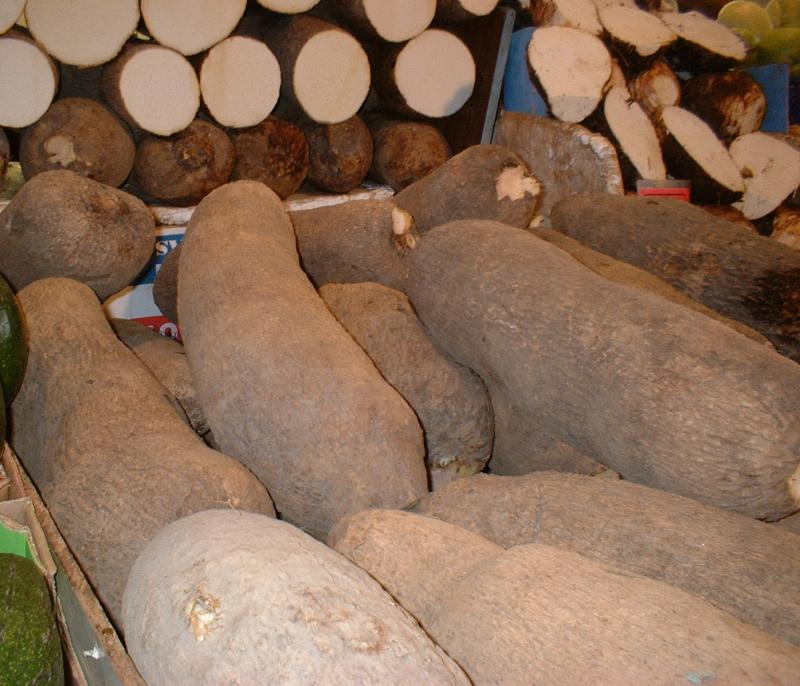
Ямс